# André Six
André Six (1887 – 1914) va ser un nedador francès que va competir a principis del segle xx. El 1900 va prendre part en els Jocs Olímpics de París, on va guanyar la medalla de plata en la prova dels natació subaquàtica.
Morí el 1914 fruit de les ferides patides durant la Primera Guerra Mundial.